# 21511 Chiardola
A 21511 Chiardola (ideiglenes jelöléssel 1998 KT36) a Naprendszer kisbolygóövében található aszteroida. A LINEAR projekt keretében fedezték fel 1998. május 22-én.